# 妥曲
妥曲，位于中国西藏自治区昌都市卡若区境内的一条河流，是热曲左岸支流。发源于卡若区东部阿错拉山以北，先蜿蜒向西南流，之后折向西流，于色隆麦转向西北流，经妥坝乡珠古村、妥坝乡政府驻地，左纳勒曲后转向东北流，最后于热霍村西南注入热曲。河长36千米，流域面积638平方千米，落差820米。流域内为高山峡谷地貌，河谷稍窄。域内有小面积森林生长，灌丛草地分布广泛。牧业兴旺。
天地图中标注的妥曲干流走向与《中国河湖大典·西南诸河卷》中的描述有所不同，天地图中妥曲发源于拖弱雄以南，蜿蜒向北流约6千米后转东北流，于妥坝乡政府驻地政府驻地西北右纳恰曲后折向西北，以下走向同《中国河湖大典·西南诸河卷》。